# Hot Record Society
Die Hot Record Society ist eine 1937 gegründete Gesellschaft mit dem Ziel, auf Schallplatten aufgezeichnete Jazz- und Blues-Musik zu vertreiben. Nach dem Ende des Zweiten Weltkriegs stellte die Society ihre Tätigkeit ein.

## Kurzgeschichte
Steve Smith aus den USA hatte die Gesellschaft 1937 gegründet, um Aufnahmen des Hot Jazz einem breiteren Publikum (wieder) zugänglich zu machen. Im Beirat der Hot Record Society waren John Hammond, Marshall Stearns, Charles Edward Smith, Wilder Hobson, Bill Russell, Charles Delaunay, Hugues Panassié und Sinclair Traill. (Trail gründete später das Magazin Jazz Journal.) Sie konzentrierte sich zunächst auf Verkäufe von noch erhältlichen Jazz- und Bluesaufnahmen und Mailorder-Auktionen; auch sammelte sie biographisches Material über Musiker und diskographische Informationen. Ab 1938 kamen Neuaufnahmen auf dem eigenen Label H. R. S. Records und Wiederveröffentlichungen aus den Katalogen von ARC und Decca Records hinzu. Ein eigenes, unregelmäßig erscheinendes Magazin Hot Record Society Rag, das Steve und Charles Edward Smith herausgaben, informierte die Plattensammler über die Aktivitäten der Society, die sich sowohl von den United Hot Clubs of America als auch von denen von Commodore Records scharf abgrenzte. Autoren der bis 1940 erscheinenden Zeitschrift waren Kritiker wie Hammond oder Russell. Das Ideal der Hot Record Society war ein New Orleans Jazz, der sich nicht am Kommerz orientierte.
Letztlich beförderte die Tätigkeit der Hot Record Society zusammen mit der United Hot Clubs of America die Renaissance des New Orleans Jazz.